# Tornada
Tornada – ostatnia, trzywersowa zwrotka sestyny lirycznej o układzie wyrazów AB/CD/EF. Inaczej: envoi.